# Ранчо Сан Франсиско (Седрал)
Ранчо Сан Франсиско (шп. Rancho San Francisco) насеље је у Мексику у савезној држави Сан Луис Потоси у општини Седрал. Насеље се налази на надморској висини од 1703 м.

## Становништво
Према подацима из 2010. године у насељу су живела 3 становника.

### Хронологија
| Година       | 2000        | 2005        | 2010 |
| ------------ | ----------- | ----------- | ---- |
| Становништво | 18 (10 / 8) | 17 (11 / 6) | 3    |

### Попис
| # | Индикатор                     | Вредност |
| - | ----------------------------- | -------- |
| 1 | Укупно домаћинстава           | 1        |
| 2 | Укупно насељених домаћинстава | 1        |
| 3 | Величина локације             | 1        |